# 1438
سنة 1438 كانت سنة بسيطة تبدأ يوم الأربعاء (الرابط يظهر نموذج التقويم الكامل للسنة) من التقويم اليولياني.

## مواليد
- أبو البقاء الأحمدي
- بيتر الثاني، دوق بوربون
- حسين بايقرا

## وفيات
- ابن ناصر الدين.
- جاك الثاني بوربون.
- دوارتي الاول.
- سيف الدين برسباي.
- نفيس الكرماني.